# Daikaku-ji
Le Daikaku-ji (大覚寺, Daikaku-ji) est un temple bouddhique Shingon situé dans l'arrondissement Ukyō-ku dans la banlieue ouest de Kyoto au Japon. Les principales images sont celles des cinq rois du savoir, centrées sur Fudō. C'est d'abord une villa de l'empereur Saga (785-842) d'où plus tard l'empereur retiré Go-Uda dirige son gouvernement cloîtré. Une école d'ikebana, le Saga-goryū, est installée dans le temple. Le lac artificiel du temple, l'étang d'Osawa, est un des plus anciens étangs de jardin japonais de l'époque de Heian encore existants. 

## Histoire

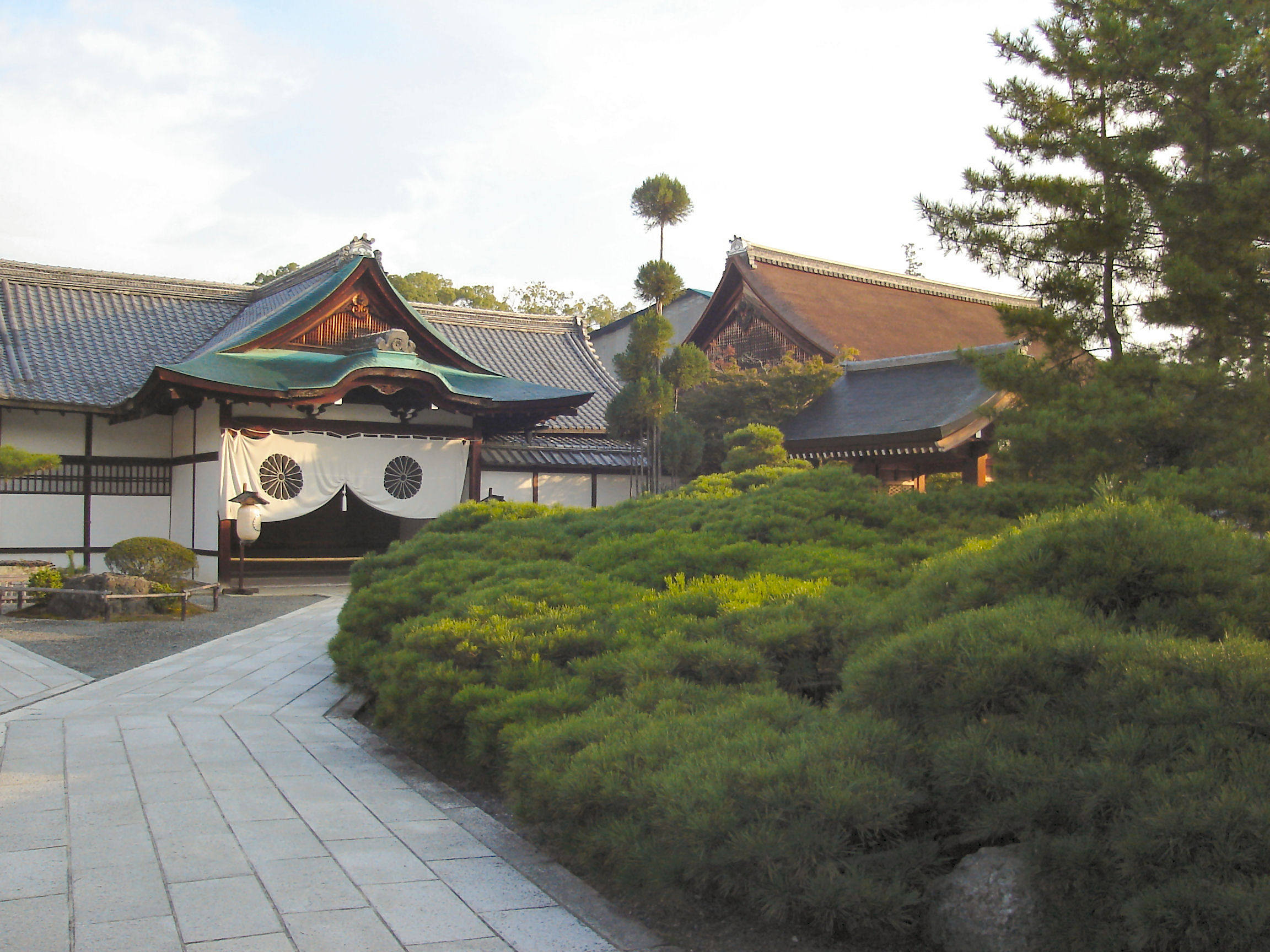

Le Daikaku-ji est fondé au début de l'époque de Heian, à l'origine comme résidence pour la retraite de l'empereur Saga (785-842).  
Selon la tradition, lorsque le Japon subit une grave épidémie, le moine bouddhiste Kobo Daishi, fondateur du bouddhisme Shingon, suggère que l'empereur Saga copie personnellement un important document religieux bouddhiste appelé le sūtra du Cœur (Hanna Shingyo). Après que l'empereur a fait une copie manuscrite, l'épidémie aurait pris fin. Le manuscrit du sūtra est conservé dans le temple et montré au public une fois tous les soixante ans, la dernière datant de 2018. Des pèlerins continuent de venir au temple pour faire des copies du sūtra, copies qui sont conservées dans le temple avec l'original.  
Le temple a été créé en 876, trente-quatre ans après la mort de l'empereur Saga, par sa première fille, l'impératrice Masako, qui lui donne son nom. Il s'agit d'un temple monzeki dont par tradition les princes impériaux sont nommés abbés.
Au fil des ans, il sert de maison de retraite à plusieurs empereurs. Le bâtiment original a été détruit mais, durant l'époque d'Edo, l'empereur Go-Mizunoo le fait remplacer par un temple de l'époque Azuchi Momoyama qui est un bâtiment du palais impérial de Kyoto. Le temple est alors placé dans une cour gravillonnée à côté de l'étang. Les parois coulissantes à l'intérieur sont ornées de peintures par des artistes de l'école Kano de l'époque de Momoyama. Parmi les autres bâtiments du temple se trouvent la salle des fondateurs (également en provenance du palais impérial de Kyoto) et le hon-dō, c'est-à-dire le bâtiment principal.

## Étang et jardin

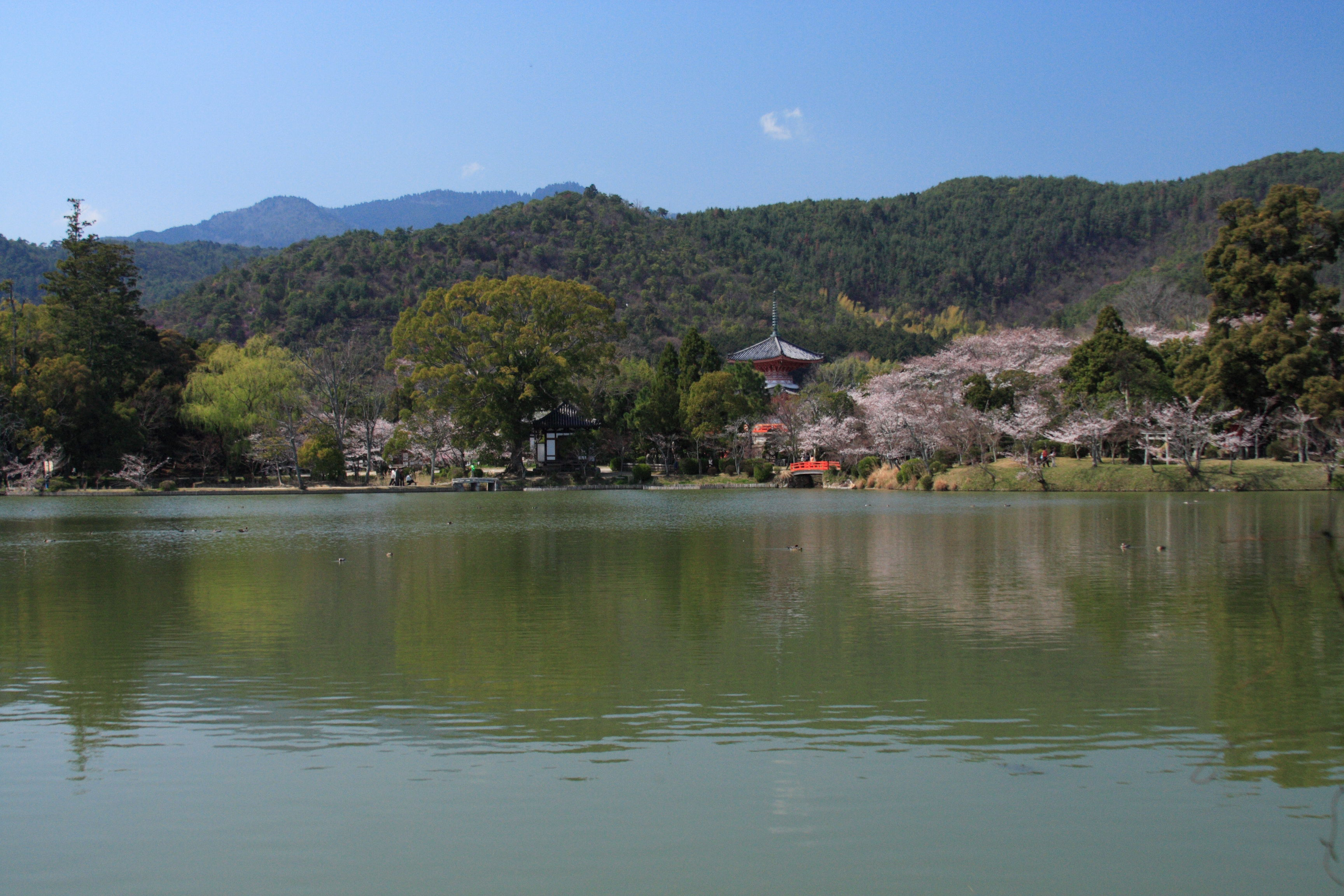
L'étang d'Osawa avec le temple Daikaku-ji au loin.

L'étang d'Osawa (Osawa no ike) est plus ancien que le temple lui-même. C'est un lac artificiel de 2,4 ha créé par l'empereur Saga, soit durant son règne (809-823) soit entre son retraite du pouvoir et sa mort en 842. C'est alors un jardin impérial du style connu sous le nom chisen-shuyu : un jardin destiné à être vu à partir d'un bateau, semblable au jardin chinois impérial de l'époque. Le lac est créé par le barrage d'un ruisseau qui vient de la cascade Nakoso. À l'extrémité nord de l'étang se trouvent deux îles, une grande et une petite — la petite île est connue sous le nom « île des Chrysanthèmes ». Entre les deux îles, plusieurs petits îlots rocheux censés ressembler à des jonques chinoises à l'ancre. Sur un flanc de colline au nord du lac semble être posée une cascade sèche (karedaki), espèce de jardin sec ou jardin zen, où une véritable chute d'eau est suggérée par une composition de pierres.
Le jardin est célébré dans la poésie d'alors. Un poème dans une anthologie de cette époque, le Kokin wakashū, décrit le Kiku-shima, ou « île des chrysanthèmes » de l'étang d'Osawa :
J'avais pensé qu'ici

seul un unique chrysanthème pouvait pousser.

Qui donc a planté 

l'autre dans les profondeurs

de l'étang d'Osaka ?
Un autre poème de l'époque de  Heian, dans le Hyakunin isshu cette fois, décrit une cascade de rochers qui simulent une chute d'eau, dans le même jardin :
La cascade il y a longtemps

a cessé de gronder,

mais nous continuons à entendre

le murmure

de son nom.
Le lac a été créé comme un lieu particulièrement approprié pour observer le lever de la lune à partir de bateaux. Il est également devenu, et demeure, un endroit populaire pour la contemplation des cerisiers en fleurs autour du lac. Une fête d'observation de la lune se tient dans le jardin chaque automne pendant trois jours, autour de la date de la lune des moissons ; elle comporte des danseurs costumés et des musiciens ainsi que des bateaux-dragons dans le style de l'époque de Heian. De nos jours, le lac est un parc populaire pour les habitants de Kyoto. En plus du jardin autour du lac, il y a une grande cour jardin entre les bâtiments du temple.

## Galerie d'images

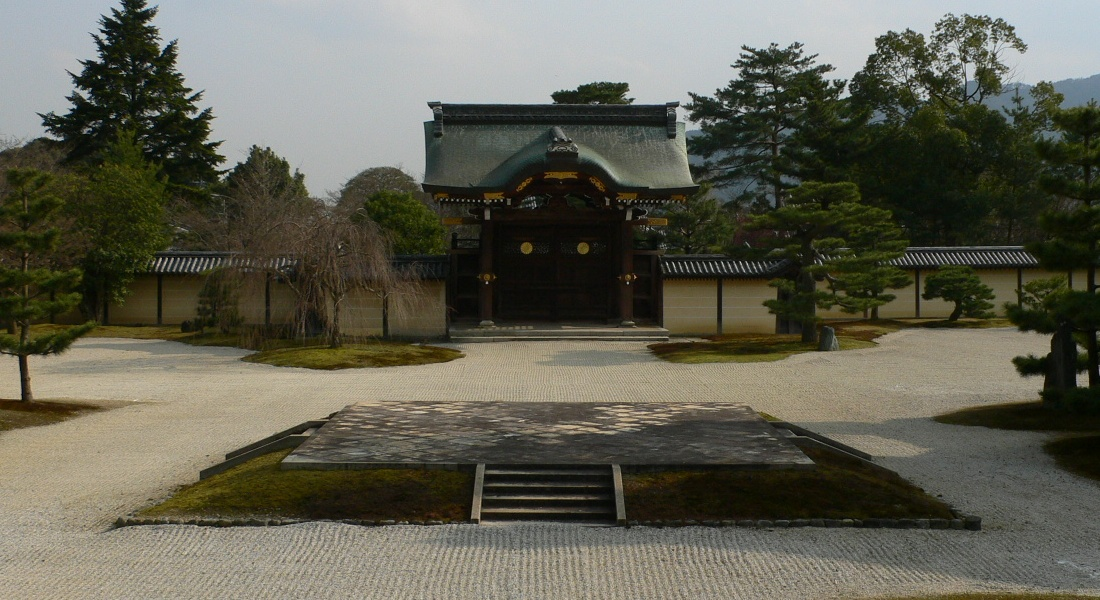
Le Chokushi-mon reconstruit entre 1848 et 1854 (勅使門), la porte pour les messagers du Tennō.
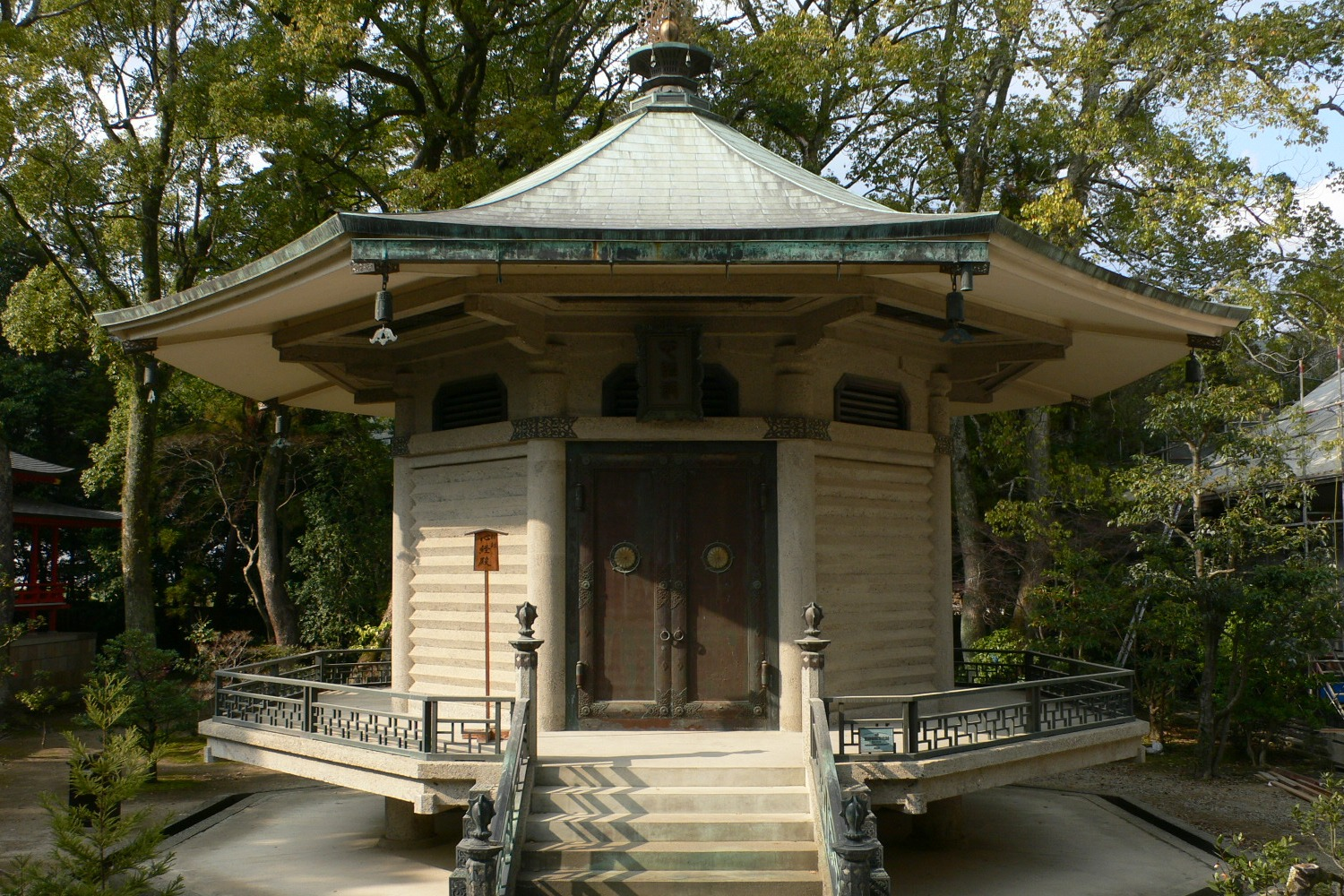
Le Shinkyō-den (心経殿), construit en 1925, abrite les copies faites à la main (写経, shakyō) par le Tennō du sūtra du Cœur et une statue de Yakushi Nyorai.
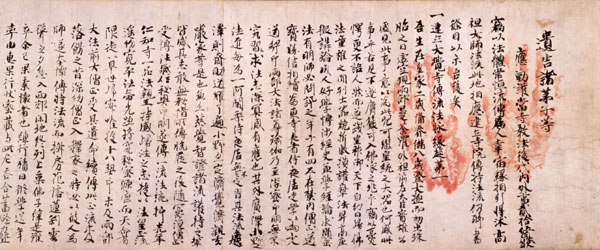
Testament de l'empereur Go-Uda (後宇多天皇宸翰御手印遺告, Go-Uda-tennō shinkan gotein yuigō) avec empreintes de ses mains. Un rouleau, encre sur papier (54,5 × 788,8 cm), désigné trésor national du Japon dans la catégorie anciens documents.
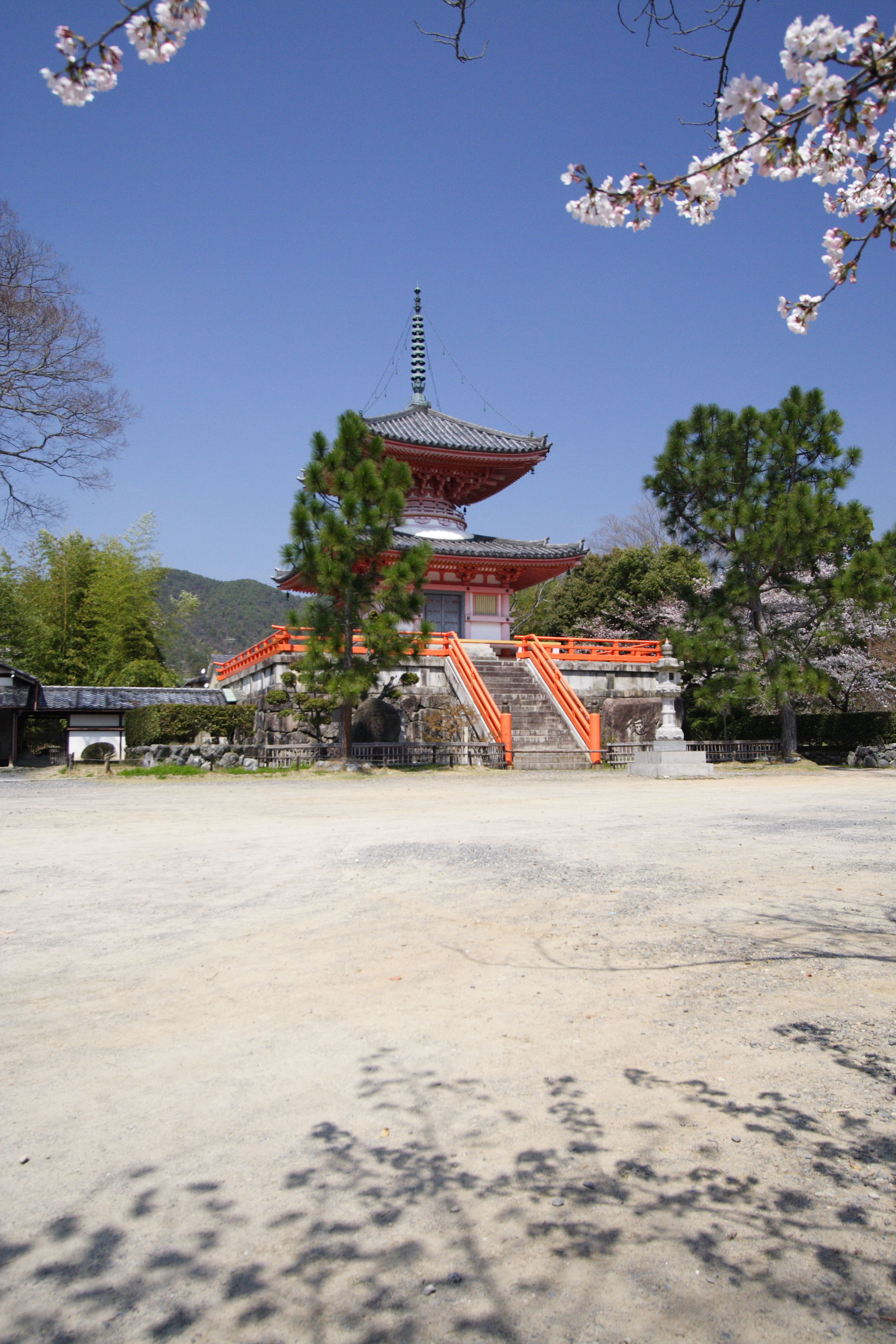
Le Shingyō-hōtō (心経宝塔), bâti en 1967 pour la célébration des 1 150 ans du sūtra du Cœur (shakyō) de l'empereur Saga.